# Mthunzi Mkhontfo
Mthunzi Mkhontfo (ur. 28 grudnia 1993 w Ntfonjeni) – suazyjski piłkarz grający na pozycji ofensywnego pomocnika. Od 2018 jest zawodnikiem klubu Green Mamba FC.

## Kariera klubowa
Swoją karierę piłkarską Dlamini rozpoczął w klubie Midas City FC. W sezonie 2010/2011 zadebiutował w jego barwach. Grał w nim do 2014 roku. W 2014 przeszedł do Royal Leopards FC. Wywalczył z nim dwa tytuły mistrza kraju w sezonach 2014/2015 i 2015/2016. W latach 2016–2017 grał w kongijskim AS Vita Club. Został z nim mistrzem kraju w sezonie 2017/2018 i wicemistrzem w sezonach 2015/2016 i 2016/2017. W 2018 roku został zawodnikiem klubu Green Mamba FC. W sezonach 2018 i 2019 wywalczył z nim dwa mistrzostwa Eswatini, a w 2020 zdobył Puchar Eswatini.

## Kariera reprezentacyjna
W reprezentacji Eswatini Mkhontfo zadebiutował 11 listopada 2011 w przegranym 1:3 meczu eliminacji do MŚ 2014 z Demokratyczną Republiką Konga. Od 2011 do 2019 wystąpił w kadrze narodowej 28 razy i strzelił 3 gole.